# Serra Grossa (les Avellanes i Santa Linya)
La Serra Grossa és una serra situada al municipi de les Avellanes i Santa Linya a la comarca de la Noguera, amb una elevació màxima de 587 metres.